# Dąbrówka (województwo opolskie)
Dąbrówka (dodatkowa nazwa w j. niem. Dombrowka) – wieś w Polsce położona w województwie opolskim, w powiecie krapkowickim, w gminie Gogolin, przy drodze wojewódzkiej nr 409.
Od 1950 miejscowość administracyjnie należy do województwa opolskiego.

## Nazwa
Nazwa wioski pochodzi od polskiej nazwy drzewa dąb (Quercus). Niemiecki językoznawca Heinrich Adamy w swoim dziele o nazwach miejscowości na Śląsku wydanym w 1888 roku we Wrocławiu jako najstarszą zanotowaną nazwę wsi podaje Dąbrowka notując jej znaczenie "Eichholz" czyli "dębowe drewno".
W księdze łacińskiej Liber fundationis episcopatus Vratislaviensis (pol. Księga uposażeń biskupstwa wrocławskiego) spisanej za czasów biskupa Henryka z Wierzbna w latach 1295–1305 miejscowość wymieniona jest wraz z Miedarami w zlatynizowanej formie Dambrowa we fragmencie Dambrowa et in Modar solvitur decima more polonico.
W okresie hitlerowskiego reżimu w latach 1936–1945 administracja III Rzeszy zmieniła nazwę miejscowości na całkowicie niemiecką Klein Eichen.

## Zabytki
Do wojewódzkiego rejestru zabytków wpisana jest:
- mogiła zbiorowa mieszkańców Gogolina, zamordowanych w 1921 r., znajduje się przy drodze do Zakrzowa.